# Gongropteryx anthracina
Gongropteryx anthracina är en fjärilsart som beskrevs av Claude Herbulot 1971. Gongropteryx anthracina ingår i släktet Gongropteryx och familjen mätare. Inga underarter finns listade i Catalogue of Life.